# Radio Ñuble
Radio Ñuble es una radioemisora chilena de la ciudad de Chillán, en la Región de Ñuble de la cual toma su nombre. Es conocida popularmente por su eslogan "La sintonía grande".

## Historia
Fue creada el 6 de julio de 1936 por su propietario Rafael Barrios y la Dirección de Servicios Eléctricos. La propiedad es comprada por Marta Collao Lermanda en 1952, quien junto a su esposo Hernán Vaccaro Zúñiga dirigieron la estación radial por más de treinta y cinco años.
Para 1959 es creada el área deportiva de la radioemisora, cual es pionera en transmitir los partidos de Club Deportivo Ñublense.
La década de 1990 traería consigo el fallecimiento de Hernán Vaccaro en 1992, por ello los nuevos dueños son sus hijos quienes se agrupan en una asociación llamada "Vaccaro Collao Hermanos y Compañía Limitada", conformada por doña Marta Collao y sus cinco hijos. En 1996 se realiza la primera versión del "Festival de la Dueña de Casa", tradición que se conserva hasta la actualidad. Ya en 1999, la radioemisora transmite bajo frecuencia de amplitud modulada, en forma simultánea a la Frecuencia modulada.
Después del terremoto de 2010, la emisora es la segunda en retomar sus transmisiones, después de Radio El Sembrador, organizando ayuda a las familias afectadas en Talcahuano, Dichato, Cobquecura y Buchupureo. En 2013 la razón social cambia de nombre a "Sociedad de Inversiones Vaccaro Collao e hijos Limitada" donde la representante y autoridad máxima de la empresa es María Eugenia Vaccaro Collao e hijos.